# Präsidentschaftswahl in Sri Lanka 2022
Die Präsidentschaftswahl in Sri Lanka 2022 fand am 20. Juli 2022 statt. Die Wahl war notwendig geworden, da der 2019 gewählte Staatspräsident Gotabaya Rajapaksa nach massiven öffentlichen Protesten ins Ausland geflohen und dort am 14. Juli 2022 seinen Rücktritt vom Präsidentenamt erklärt hatte. Daraufhin hatte der amtierende Premierminister Ranil Wickremesinghe kommissarisch das Amt des Staatspräsidenten übernommen. Gemäß den Verfassungsbestimmungen musste eine Neuwahl des Staatspräsidenten durch das Parlament erfolgen, die Ranil Wickremesinghe gewann.

## Vorgeschichte
Die vorangegangene Präsidentschaftswahl 2019 war durch Gotabaya Rajapaksa, den jüngeren Bruder des früheren Staatspräsidenten Mahinda Rajapaksa, gewonnen worden. In den folgenden Jahren geriet Sri Lanka immer mehr in eine Wirtschaftskrise, die wesentlich durch das chronische Zahlungsbilanzdefizit, die wachsende öffentliche Verschuldung und ausbleibende wirtschaftspolitische Reformen, bzw. eine inkompetente Wirtschaftspolitik verursacht war. Durch weite Teile der sri-lankischen Öffentlichkeit und durch viele Wirtschaftsexperten wurde maßgeblich dem Rajapaksa-Familienclan die Schuld an den Fehlentwicklungen gegeben. Zahlreiche Rajapaksa-Familienmitglieder besetzten Schlüsselpositionen in Politik und Wirtschaft: Gotabaya Rajapaksa als Präsident (2019–2022), Mahinda Rajapaksa als Premierminister (2019–2022), Basil Rajapaksa als Finanzminister (2021–2022), Chamal Rajapaksa als Minister für Bewässerung (2020–2022), Namal Rajapaksa als Minister für Jugend und Sport (2020–2022), sowie etliche andere. Im Jahr 2022 kam es zu einem Kollaps der Staatsfinanzen, der sich durch die Verteuerung und Verknappung von Importgütern (Mineralölprodukte, Grundnahrungsmittel, Arzneimittel etc.) ankündigte. Ab dem April 2022 fanden Massenproteste statt. Dadurch entwickelten sich auch politische Verwerfungen und die parlamentarische Mehrheit der Regierung begann zu erodieren. Am 5. April 2022 erklärten neun Parlamentsabgeordnete der Rajapaksa-dominierten Regierungspartei Sri Lanka Podujana Peramuna (SLPP) ihren Austritt aus der Fraktion. Weitere Abgeordnete folgten in diesem Schritt. Am Folgetag hatten sich insgesamt 43 Abgeordnete, die ehemals die Regierung unterstützt hatten, zu Unabhängigen erklärt, darunter 11 SLPP-Abgeordnete, 14 Parlamentarier der Sri Lanka Freedom Party (SLFP), 16 weitere Angehörige anderer Regierungsparteien, sowie zwei Abgeordnete des Ceylon Workers’ Congress.
Aufgrund anhaltender Proteste trat Premierminister Mahinda Rajapaksa am 9. Mai 2022 zurück und am 12. Mai 2022 wurde der United National Party (UNP)-Parteivorsitzende Ranil Wickremesinghe zum neuen Premierminister ernannt. Zu diesem Zeitpunkt waren die Mehrheitsverhältnisse im 225 Abgeordnete umfassenden Parlament wie folgt: SLPP 114 Sitze, 42 Unabhängige (Angehörige verschiedener Parteien, sowie ehemals SLPP), Samagi Jana Balawegaya (SJB) 54 Sitze, Janatha Vimukthi Peramuna (JVP) 3 Sitze, Tamil National Alliance 10 Sitze. Die SJB sowie die meisten oppositionellen Abgeordneten erklärten die Ernennung Wickemesinghes für illegal.
Die Protestierenden gaben sich mit dem Rücktritt des Premierministers nicht zufrieden und verlangten auch den Rücktritt des Präsidenten. Am 9. Juli 2022 erstürmten Tausende aus dem ganzen Land angereiste Demonstranten den Präsidentenpalast in Colombo. Präsident Gotabaya Rajapaksa war zuvor durch das Militär in Sicherheit gebracht worden. Wenig später verließ er fluchtartig das Land und erklärte in Singapur schriftlich am 14. Juli 2022 seinen Rücktritt vom Präsidentenamt. Premierminister Wickremesinghe übernahm kommissarisch das Präsidentenamt.

## Verfassungsbestimmungen
In der Verfassung Sri Lankas in der Fassung vom 29. Oktober 2020 sind die Bestimmungen zur Wahl des Präsidenten in Kapitel VII (THE EXECUTIVE) festgelegt. Die Amtszeit des Präsidenten beträgt fünf Jahre (§30,2). Die Wahl eines Amtsnachfolgers muss zwischen dem ersten und zweiten Monat vor Ablauf der Amtszeit erfolgen (§31,3). Nach dem Ablauf des vierten Jahres seiner Amtszeit kann der Präsident eine vorzeitige Neuwahl anordnen (§31, 3A). Falls das Präsidentenamt vor Ablauf der Amtszeit vakant wird (§38) muss das Parlament aus seinen Reihen einen Amtsnachfolger wählen, der in der verbleibenden Amtszeit als Präsident amtiert (§40). Eine solche Neuwahl soll so früh wie möglich und innerhalb eines Monats nach Eintreten der Vakanz erfolgen. Während der Zeit der Vakanz amtiert der Premierminister als Interimspräsident (§40).

## Kandidaten
Durch den Rücktritt des Präsidenten wurde eine Neuwahl durch das Parlament erforderlich. Im Vorfeld der Wahl positionierten sich zunächst vier Kandidaten: Premierminister Wickremesinghe, der Parteivorsitzende der größten Oppositionspartei SJB, Sajith Premadasa, der ehemalige SLPP-Abgeordnete und jetzige Unabhängige Dullas Alahapperuma und der Parteiführer der marxistischen JVP, Anura Kumara Dissanayake.

Kandidaten
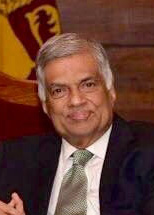
Ranil Wickremesinghe (UNP)
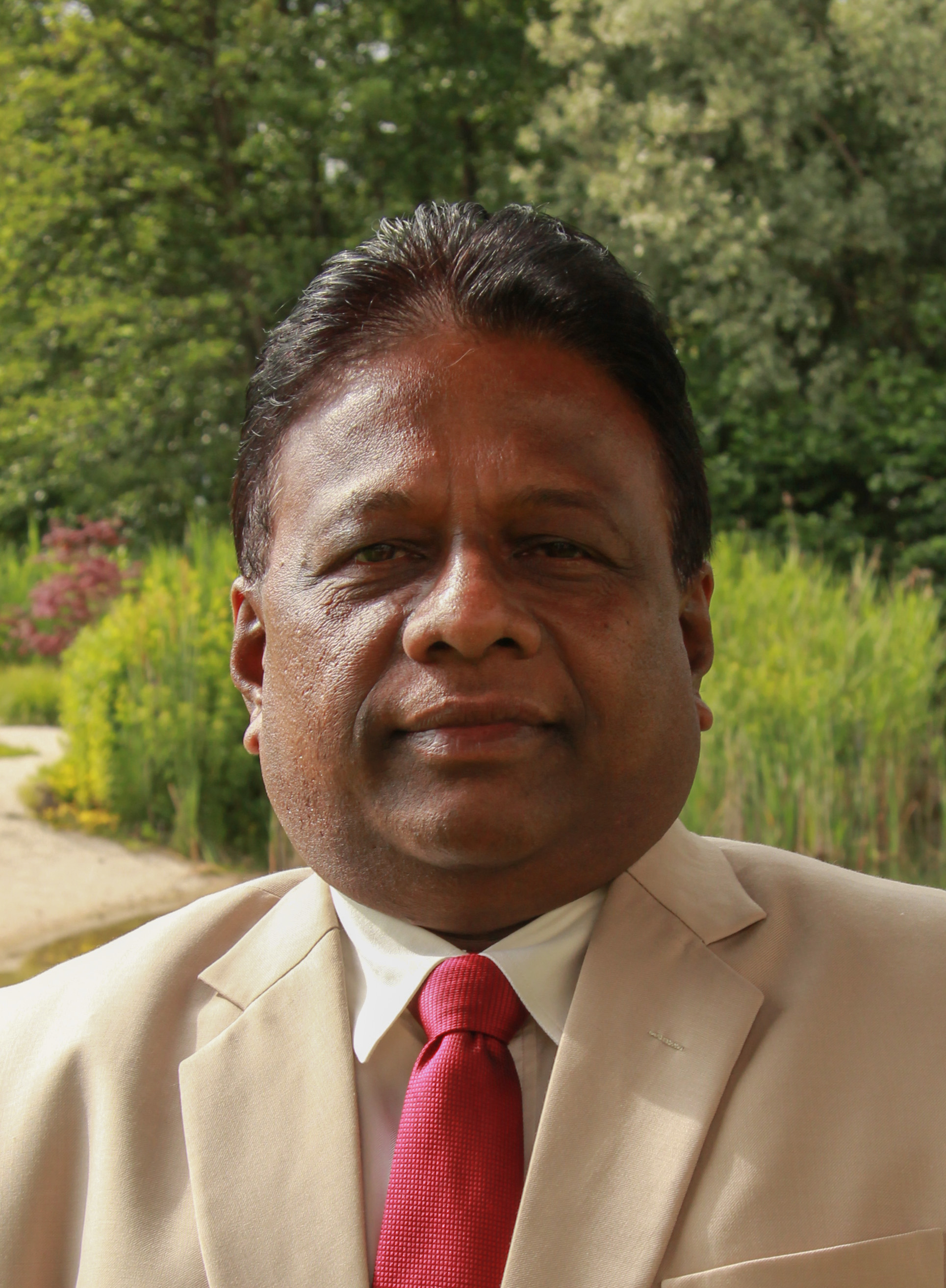
Dullas Alahapperuma (Unabhängige)
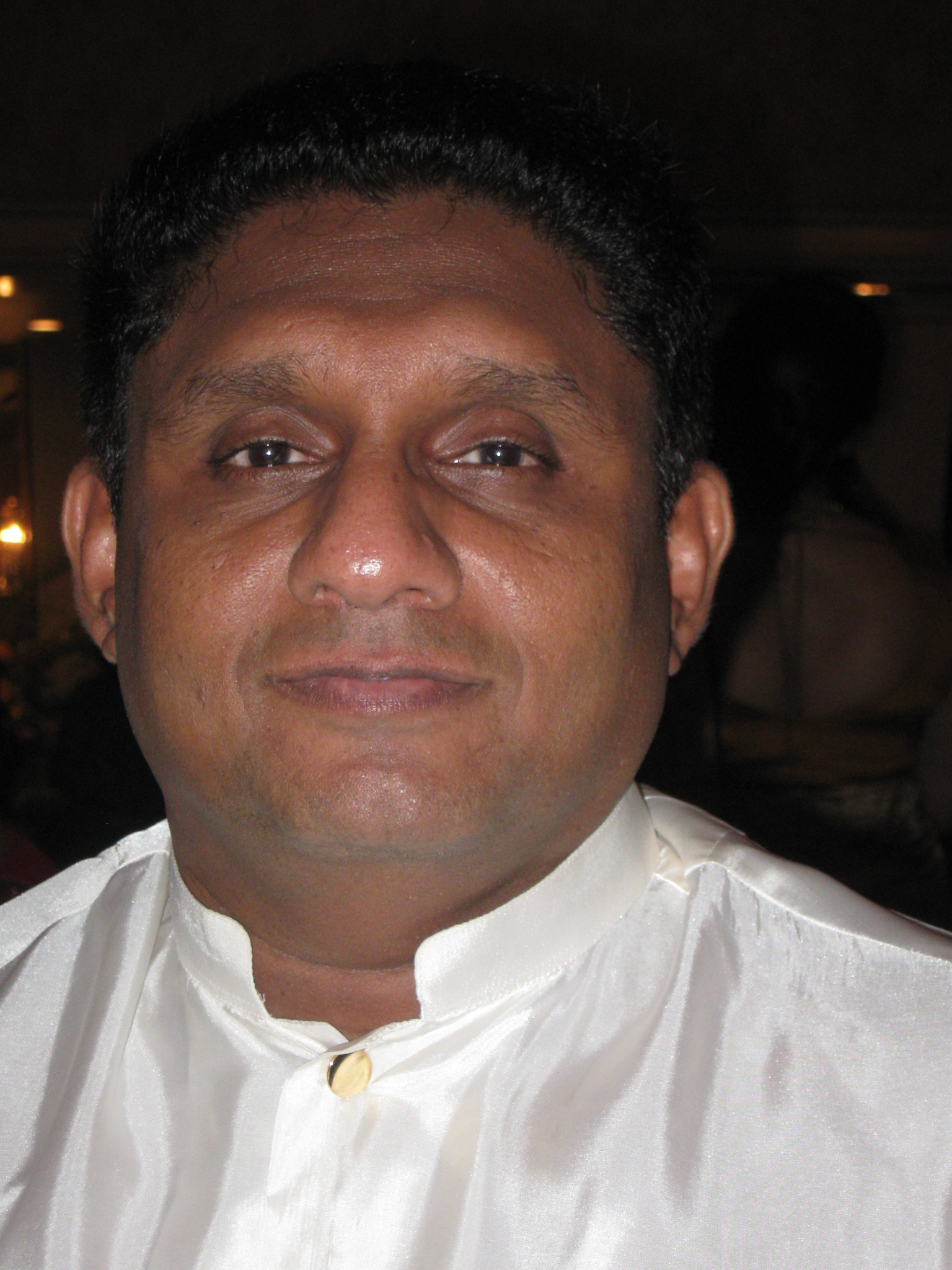
Sajith Premadasa (SJB)

Am 15. Juli 2022 erklärte die SLPP-Fraktion ihre Unterstützung für die Kandidatur Ranil Wickremesinghes, den sie einst als politischen Gegner bekämpft hatte. Sajith Premadasa wurde durch seine Partei SJB einstimmig schon am 12. Juli 2022, noch vor dem Rücktritt Gotabaya Rajapaksas zu ihrem Präsidentschaftskandidaten nominiert. Am 15. Juli 2022 erklärte Dullas Alahapperuma seine Kandidatur. Der als politischer Außenseiter auftretende Alahapperuma wurde von Unabhängigen und den kleinen Parteien unterstützt (SLFP, Tamil National Alliance (TNA), Tamil Progressive Alliance (TPA), Sri Lanka Muslim Congress (SLMC), All Ceylon Makkal Congress (ACMC)). Um eine zu große Zersplitterung der Oppositionsstimmen zu vermeiden, trat Premadasa am 19. Juli 2022 von seiner Kandidatur zurück und rief zur Unterstützung Alahapperumas auf. Anura Kumara Dissanayake wurde ausschließlich von seiner eigenen Partei unterstützt und ihm wurden deswegen keine realistischen Chancen eingeräumt.

## Wahlergebnis
Die Wahl fand am 20. Juli 2022 statt. Wickremesinghe gewann die Wahl mit 134 von 219 gültigen Stimmen (61,2 %).
| Kandidat | Kandidat                 | Wesentliche Unterstützer†                                     | Stimmen |
| --- | ------------------------ | ------------------------------------------------------------- | ------- |
| | Ranil Wickremesinghe     | SLPP                                                          | 134     |
| | Dullas Alahapperuma      | SJB, SLFP, TNA, TPA, Unabhängige (ehemals SLPP)††, SLMC, ACMC | 082     |
| | Anura Kumara Dissanayake | JVP                                                           | 03      |
| Gültige Stimmen | Gültige Stimmen          | Gültige Stimmen                                               | 219     |
| Ungültige Stimmen | Ungültige Stimmen        | Ungültige Stimmen                                             | 04      |
| †die Abstimmung verlief nicht streng entlang der Fraktionsgrenzen †† ein Teil der SLPP-Abgeordneten unter dem SLPP-Vorsitzenden G. L. Peiris stimmte für Alahapperuma |                          |                                                               |         |

Am 21. Juli 2022 wurde Ranil Wickremesinghe als neunter Präsident in der Geschichte Sri Lankas vereidigt.